# Museu Arqueológico de Heraclião
O Museu Arqueológico de Heraclião é um dos principais museus da Grécia, por vezes considerado o segundo maior museu do país. Ele se reporta diretamente à Direção Geral de Antiguidades do Ministério da Cultura grego. É dirigido (2009) por Panagiota Rethemiotaki.
Possui a melhor coleção de arte minoica do mundo, uma vez que contém a coleção mais notável e completa de artefatos da civilização minoica de Creta. O museu começou em 1883 como uma simples coleção de antiguidades. Um edifício foi construído de 1904-1912 por iniciativa de dois arqueólogos cretenses, Iosif Hatzidakis e Stefanos Xanthoudidis. Depois de três terremotos destrutivos em 1926, 1930 e 1935 o museu quase entrou em colapso. O diretor do museu era então Spyridon Marinatos, que fez enormes esforços para encontrar fundos para reconstruído; foi necessário a edificação de um novo complexo. Em 1935, Marinatos conseguiu envolver Patroklos Karantinos na construção de uma estrutura robusta, que resistiu tanto as catástrofes naturais e ao bombardeio que acompanhou a invasão alemã em 1941. Embora o museu foi danificado durante a Segunda Guerra Mundial, a coleção sobreviveu intacta e, novamente, tornou-se acessível ao público em 1952. Uma nova ala foi adicionada em 1964.
Além da coleção minoica, o museu abrange outros períodos da história cretense, com artefatos a partir do neolítico ao período grecorromano. O museu está atualmente em renovação, mas uma exposição temporária está aberto no edifício principal.